# Кузьмин Усад
Кузьми́н Уса́д — село в Арзамасском районе Нижегородской области России. Входит в состав Слизневского сельсовета.

## Население
| 1999 | 2002 | 2010 |
| ---- | ---- | ---- |
| 67   | ↘60  | ↘43  |

## Улицы
- ул. 1 Мая,
- ул. Трудовая,
- ул. Центральная.

## Достопримечательности
В селе находится Церковь Успения Пресвятой Богородицы (1861), которая в настоящее время находится в полуразрушенном состоянии.